# 戦後70年千の証言スペシャル
戦後70年千の証言スペシャル（せんごななじゅうねんせんのしょうげんスペシャル）は、2015年にTBS系列にて2回にわたって放送された戦争のトークドキュメンタリー番組かつワイドショー教養番組である。TBSグループでスピンオフ番組が放送された。

## 概要
第1回は2015年3月9日に「戦後70年千の証言スペシャル 私の街も戦場だった」（せんごななじゅうねんせんのしょうげんスペシャル わたしのまちもせんじょうだった）、第2回は2015年8月15日に「戦後70年千の証言スペシャル 私の街も戦場だったII 今伝えたい家族の物語」（せんごななじゅうねんせんのしょうげんスペシャル わたしのまちもせんじょうだったツー いまつたえたいかぞくのものがたり）として放送された。第1回は2011年3月11日に発生した東日本大震災から4年の経過、第2回は終戦記念日から70年の経過を思慮して編成されている。
TBSグループは戦後70年を迎えた2015年を「千の証言プロジェクト」として、TBSテレビだけではなく、TBSラジオやBS-TBSなどの媒体でもドラマやドキュメンタリー番組、トーク番組といった形で戦争に関連する番組を放送した。毎日新聞においても「千の証言」シリーズを連載。
俳優・佐藤浩市が共通して出演しているが、第1回はナビゲーターとして、第2回は前回の出演でやり残した事を取材するという立場で出演。第2回の放送も取材の結果を報告、質疑応答するためスタジオに出演した。
第1回放送分「戦後70年 千の証言スペシャル 私の街も戦場だった」が2014年（平成26年）度ギャラクシー賞テレビ部門選奨、2015年3月度月間ギャラクシー賞および2015年日本民間放送連盟賞テレビ報道番組部門優秀賞を受賞した。
視聴率は振るわなかったものの、前述の通り、複数の受賞があり放送内容については高い評価を受けた。

## 司会者
- 第1回：佐藤浩市（ナビゲーター）
- 第2回：久米宏、綾瀬はるか

## 放映リスト
| 回数                                         | 放送日        | 放送時間      | ゲスト                                         | 視聴率 |
| -------------------------------------------- | ------------- | ------------- | ---------------------------------------------- | ------ |
| 第1回                                        | 2015年3月9日  | 21:00 - 23:04 | （飯田基祐、奥貫薫、杉咲花、福田麻由子）       | 6.6%   |
| 第2回                                        | 2015年8月15日 | 19:00 - 20:54 | 佐藤浩市、瀬戸内寂聴、高見盛精彦、森泉、森英恵 | 5.2%   |
| 視聴率は関東地区・世帯、ビデオリサーチ社調べ |               |               |                                                |        |

上記のほか、ミニ番組として昼間の時間帯や通常番組に内包する形で以下の番組が放送されている。
- 「千の証言スペシャル 戦場写真が語る沖縄戦・隠された真実」（2015年8月1日14:00 - 15:24）出演：二階堂ふみ、プロデューサー：佐古忠彦[8]
  - 二階堂の出身地である沖縄で沖縄戦の実態を取材した[9]。
- 「千の証言スペシャル 女たちの赤紙」（2015年8月2日14:00 - 14:54）ナレーション：松嶋菜々子、プロデューサー：佐藤朋子[10]
- 「Nスタ 千の証言スペシャル・70年目の新事実」（2015年8月3日 - 8月14日）
- 「NEWS23 戦後70年・千の証言スペシャル」（2015年8月6日 - 8月14日）[注 3]
- 「サンデーモーニング 千の証言スペシャル 被爆70年長崎から」（2015年8月9日8:00 - 11:22）[注 4]

前述のとおり、BS-TBSやTBSラジオなどでも「千の証言」を題した番組を放送。BS-TBSではドキュメンタリー番組、TBSチャンネルでは日本の戦争映画・ドラマの再放送を中心に放送された。

## 放送内容

### 第1回
1945年に米軍の戦闘機・P-51が日本の街を機銃掃射によって攻撃する様子を、設置していたガンカメラが収録しており、アメリカ国立公文書館が保管していたテープをカラー映像で放送した。そのほとんどが日本のテレビ初公開であった。ガンカメラにより空襲が確認された街は全国139市町村に及ぶ。南九州が徹底的に空襲の被害を受けているが、本土決戦の準備の為であることが判明した。
1945年8月5日に発生した湯の花トンネル列車銃撃事件を杉咲花、福田麻由子らにより再現ドラマ化。出演者については#再現ドラマのキャストを参照。

#### 再現ドラマのキャスト
- 杉咲花 - 疎開中の姉妹の妹。
- 福田麻由子 - 疎開中の姉妹の姉。疎開先の長野県に向かう列車内で銃撃に巻き込まれ死亡する。
- 奥貫薫 - 姉妹の母。
- 飯田基祐 - 姉妹の父。
- 西山繭子
- 掛田誠
- 山本裕子
- 猫田直
- 郷田ミヨ子 - 伊倉愛美
- 手塚真生
- あづみ昌宏
- 松原史朗
- 松嶋亮太
- 福田アキ☆ラ
- 鹿野優志
- 森美月
- 安田香太郎

### 第2回
瀬戸内寂聴がスタジオゲストとして終始出演。副題に「今伝えたい家族の物語」とついている様に、祖父母と孫といった戦争体験者と若い世代が対面し、戦争について対談・インタビューを行うシーンが多く放送されるなどが第1回との番組構成の相違点である。
前回の放送から新たに発見されたガンカメラの映像を、当時の家族の物語を交えて放送した。また、本放送に向けてアメリカで入手した日本への空襲の映像が、どの街で撮られたものなのかフェイスブック上で情報提供を呼びかけた。

## 主なスタッフ
共通
- 宣伝：樋口真佳
- 編成：鈴木達・荒井麻理子
- エグゼクティブプロデューサー：田代秀樹
- 製作：TBS

第1回
- 作・構成：高橋秀樹
- ナレーション：小山茉美
- 脚本（再現ドラマ）：及川真美
- プロデューサー（再現ドラマ）：荒井光明・上野かおる
- 演出（再現ドラマ）：竹村謙太郎
- 制作協力（再現ドラマ）：ドリマックス・テレビジョン
- TM：今野修
- MA：芝岡亜紗美
- 音楽：兼松衆
- 編集：大生哲司・庄子尚慶・新田晃一
- CG：松原貴明・前川貢・稲生諭ほか
- 総合演出：山岡陽輔
- プロデューサー：松井督治・本田史弘・今市憲一郎

第2回
- 作・構成：高橋秀樹・佐藤雄介・望月佐一郎・吉田聡
- ナレーション：生野文治・堀井美香
- TM：古閑敏真
- MA：小野敬太郎
- 編集：大生哲司・庄子尚慶・新田晃一
- CG：松原貴明・前川貢
- 演出：鴨下潔
- プロデューサー：山岡陽輔・今市憲一郎・荒牧克久
- 制作協力：TBSビジョン